# الجريمة في تايلاند

بما ان الجريمة فعل متفشي في تايلاند اكيد سيكون هناك حالات قتل ونهب

تعتبر الجريمة فعلا متفشيا في مملكة التايلاند بدءا من فساد المسؤولين. إلى تعاطي الرشاوى والتواطؤ الصريح من قبل الشرطة والمخدرات والبغاء والشلل السياسي والفساد وثقافة الإفلات من العقاب والسياحة والتجارة الدولية وقد أدى التسامح البوذي التقليدي والميل إلى تجاهل المشكلات إلى انتشار الجرائم المعقدة والمتعددة الأوجه في البلاد. كما زاد جنوح الأحداث في السنوات الأخيرة.
بين يناير 1974 وديسمبر 1976، وقعت عدة جرائم قتل في البلاد، حيث لم تتمكن الشرطة من اعتقال أحد فيما توفي ما لا يقل عن 85 شخصًا. من بينهم السياسي بونسونونغ بونيوديانا، وبالرغم من أن الحكومة في ذلك الوقت نفت وجود سياسة لقمع الناس، إلا أن الشرطة والجنود تجاهلوا تلك الجرائم في تلك الأيام.
في نوفمبر 2015، ذكرت صحيفة نيويورك تايمز أنه في السنة المالية المنتهية في سبتمبر 2015، شهدت الشرطة الوطنية طفرة في عمليات السطو والاقتحامات والسرقة، حيث سجلت أكثر من 75557 حالة سرقة وجرائم في الممتلكات قدرت بنسبة 10.5 في المئة وهو ما يمثل أعلى معدل في السنة المالية مقارنة بالعام السابق. فيما ارتفعت الجرائم العنيفة بنسبة 8.6 في المائة خلال نفس الفترة. وقد تم الطعن في هذه الأرقام من قِبل الشرطة وعالم الجريمة في جامعة شولالونغكورن امورن وانيتش ويوتانا، الذي صرح بأنه لم يكن على علم بأي زيادة ملحوظة في الجريمة منذ تولي الجيش السلطة. معلقا على تقرير الصحيفة وزيادة نسبة الجريمة إلى 60 بالمئة : «"لا أعتقد أن هذا هو الحال. هذا غير ممكن"»
في المقابل أظهرت إحصائيات الشرطة الملكية التايلاندية زيادة لا تذكر بلغت نسبة 1.9 في المائة مقارنة بنفس الفترة، و920 جريمة إضافية تم الإبلاغ عنها بعد انخفاض عام في الجريمة منذ عام 2009. وتعزيزًا لجهود منع الجريمة من قبل الشرطة، يوجد في البلاد ما يقدر بين 3,000 و4000 شركة أمن، توظف ما بين 400000 إلى 500000 من حراس الأمن في جميع أنحاء البلاد.

## مواقع الجريمة
تعتبر التايلاند بلدا سياحيا بامتياز لذلك تقع معظم الجرائم في المناطق الحضرية حيث يتجمع السياح الراغبون في خدمات الدعارة المتفشية وجرائم الاتجار بالبشر.
كما تعد مدن مثل بانكوك وفوكيت وباتايا أماكن الجذب الرئيسية لتعاطي المخدرات ولكن لا تقتصر عليها، حيث يقع ممر العبور الرئيسي للمخدرات الواردة في شمال تايلاند من المثلث الذهبي، والمناطق المنقسمة عرقياً التي يسيطر عليها المتمردون داخل ولاية ميانمار المجزأة وخاصة ولاية شان. كما شهدت الموانئ الدولية التايلندية، مثل لايم تشابانغ القريب من مدينة باتايا، ومطار سوفارنابومي الدولي، عددًا من عصابات إفريقيا وأعضاء سابقين من دول الكومنولث المستقلة، بالإضافة إلى عصابات تهريب المخدرات أخرين متعددي الجنسية مشاركة في التجارة.

## أنظر أيضاً
- هجوم نونغ بوا لامفو 2022